# IC 4231
IC 4231 је спирална галаксија у сазвјежђу Хидра која се налази на листи објеката дубоког неба у Индекс каталогу.
Деклинација објекта је - 26° 18' 1" а ректасцензија 13h 23m 13,2s. Привидна величина (магнитуда) објекта IC 4231 износи 13,5 а фотографска магнитуда 14,3. Налази се на удаљености од 28,483 милиона парсека од Сунца. IC 4231 је још познат и под ознакама ESO 508-60, MCG -4-32-9, PGC 46768.